# Franz von Erlach
Hans Franz Ludwig von Erlach (* 25. November 1819 in Bern, Kanton Bern; † 14. Februar 1889 ebenda) war ein Schweizer Jurist, Offizier und Autor.

## Herkunft und berufliche Tätigkeit
Franz von Erlach war der Sohn von Ludwig Robert von Erlach (1794–1879) und gehörte der alteingesessenen Berner Adelsfamilie Erlach an. Franz studierte Jura. Am 31. Oktober 1851 heiratete er in Oberburg bei Burgdorf (Kanton Bern) die Lehrerin Katharina Romang (1828–1887), die einen Sohn und fünf Töchter gebar, unter ihnen die späteren Malerinnen Anna Elisabeth von Erlach und Gertrud von Erlach.
Von Erlach war in den 1850er Jahren als Anwalt tätig, unter anderem für die Berner Auswanderungsgesellschaft. In dieser Funktion betreute er 1854 ein Projekt zur Auswanderung nach Südbrasilien. Unklar ist, wann er in die Schweizer Armee eintrat. Sein letzter bekannter Dienstgrad war Oberstleutnant. Er war Artillerist und gehörte dem Generalstab an. 1863/64 nahm er als Beobachter auf der Seite der Aufständischen am Januaraufstand in Polen teil und verarbeitete seine dortigen Erlebnisse in seinem Werk Die Kriegführung der Polen im Jahre 1863, das 1960 durch den polnischen Offizier Emanuel Halicz ins Polnische übersetzt wurde. 1870/71 nahm er auf deutscher Seite am Deutsch-Französischen Krieg teil und publizierte seine Erkenntnisse 1873 unter dem Titel Aus dem deutsch-französischen Kriege 1870–1871.
Als sein wichtigstes Werk kann Die Freiheitskriege kleiner Völker gegen große Heere (1867) angesehen werden. Auf gut 680 Seiten versuchte von Erlach einen Überblick über die Geschichte der Kleinkrieg- und Guerillakriegführung von den Makkabäern über die Kämpfe der Dithmarscher (Schlacht bei Hemmingstedt), den Amerikanischen Unabhängigkeitskrieg bis zum polnischen Januaraufstand 1863 zu geben. Allerdings verfasste er keine historisch-kritische Betrachtung, sondern benutzte seine Beispiele als Anleitungen für den bewaffneten Widerstand zur Beendigung von Fremdherrschaften. Obwohl er auch die Abwehrkämpfe der Kaukasier unter Imam Schamil gegen die russische Expansion im Kaukasus behandelte (Kaukasuskrieg (1817–1864)), verzichtete er völlig auf aussereuropäische Beispiele wie zum Beispiel die Indianerkriege, indigenen Widerstand in Afrika oder die Südamerikanischen Unabhängigkeitskriege. Von Erlachs Freiheitsbegriff war daher rein eurozentrisch. Trotzdem kann sein Werk als einer der ersten Versuche angesehen werden, einen quasi weltgeschichtlichen Überblick über irreguläre Kriegsformen zu geben.
Über seine weitere berufliche und schriftstellerische Tätigkeit nach 1874 ist bislang nichts bekannt. Anfang der 1870er Jahre war er zeitweise Mitarbeiter der deutschen Militärfachzeitschrift Von Loebells Jahresberichte über die Veraenderungen und Fortschritte im Militärwesen. Auch publizierte er mehrere Artikel in der Allgemeinen Schweizerischen Militärzeitung.

## Werke
- Die Kriegführung der Polen im Jahre 1863. Nach eigenen Beobachtungen von März bis August an Ort und Stelle gesammelt. Zernin, Darmstadt/Leipzig 1866. Ein Vorabdruck erschien unter demselben Titel 1864/65 in der deutschen Allgemeinen Militär-Zeitung. Polnische Ausgabe: Partyzantka w Polsce w roku 1863. Na podstawie własnych obserwacji zbieranych na teatrze walki od marca do sierpnia. Franciszek L. von Erlach. Przygotował do druku Emanuel Halicz, Warszawa (Wyd. Ministerstwa Obrony Narodowej) 1960 (Digitalisat des Originals).
- Die Freiheitskriege kleiner Völker gegen große Heere. Bern 1867 (Digitalisat).
- Aus dem deutsch-französischen Kriege 1870–1871. Beobachtungen und Betrachtungen eines Schweizer Wehrmanns. Leipzig/Bern 1874.